# Campeonato Europeu de Hóquei em Patins Masculino de 1957
O Campeonato Europeu de 1957 foi a 23.ª edição do Campeonato Europeu de Hóquei em Patins. Esta competição é organizada pelo CERH.

## Participantes
| País               | Participação | Melhor Resultado                                                      |
| Portugal           | 18.ª         | Campeão (1947, 1948, 1949, 1950, 1952 e 1956)                         |
| Espanha            | 11.ª         | Campeão (1951, 1954 e 1955)                                           |
| Itália             | 21.ª         | Campeão (1953)                                                        |
| Alemanha Ocidental | 19.ª         | 2.º Lugar (1932 e 1934)                                               |
| Inglaterra         | 23.ª         | Campeão (1926, 1927, 1928, 1929, 1930, 1931, 1932, 1934, 1936 e 1939) |
| Suíça              | 23.ª         | 2.º Lugar (1937)                                                      |
| ------------------ | ------------ | --------------------------------------------------------------------- |

## Resultados
|                    | Espanha | Portugal | Itália | Inglaterra | Alemanha | Suíça |
| ------------------ | ------- | -------- | ------ | ---------- | -------- | ----- |
| Espanha            |         | 1-1      | 5-1    | 4-2        | 1-0      | 4-1   |
| Portugal           |         |          | 1-4    | 8-2        | 3-1      | 7-1   |
| Itália             |         |          |        | 3-1        | 1-1      | 6-3   |
| Inglaterra         |         |          |        |            | 8-2      | 5-1   |
| Alemanha Ocidental |         |          |        |            |          | 4-3   |
| Suíça              |         |          |        |            |          |       |

## Classificação final
| Lugar | Seleção            | J | V | E | D | P | GM | GS | Dif. |
| ----- | ------------------ | - | - | - | - | - | -- | -- | ---- |
|       | Espanha            | 5 | 4 | 1 | 0 | 9 | 15 | 5  | +10  |
|       | Portugal           | 5 | 3 | 1 | 1 | 7 | 20 | 9  | +11  |
|       | Itália             | 5 | 3 | 1 | 1 | 7 | 15 | 11 | +4   |
| 4     | Inglaterra         | 5 | 2 | 0 | 3 | 4 | 18 | 18 | 0    |
| 5     | Alemanha Ocidental | 5 | 1 | 1 | 3 | 3 | 8  | 16 | -8   |
| 6     | Suíça              | 5 | 0 | 0 | 5 | 0 | 9  | 26 | -17  |

| Campeões Europeus 1957 |
| ---------------------- |
| Espanha                |
| ESPANHA 4.º Título     |